# Борислав Балджийски
Борислав Йорданов Балджийски е български футболист, полузащитник, състезател на Лирия.

## Кариера
Започва своята кариера в ДЮШ на ПФК Левски (София) през 2008 г. печели с юношите турнира Юлиян Манзаров (турнир), като е избран за най-полезен и техничен играч.
Забелязан е от ръководството и на 14 октомври 2008 г. подписва първия си професионален контракт с Левски. Първият му официален мач за Левски е срещу Брестник (2:0) в 1/16 Финал за Купата на България през 2009 г., играе за ПФК Левски (София) – Б отбор.
В началото на 2010 г. е даден под наем на Локомотив (Мездра) там той записва 5 мача, от които играе 186 минути игрово време.  Преминава в Черноморец като част от сделката за Орлин Старокин в Левски (София). Напуска по взаимно съгласие в края на май 2013- г.
Играе за отбора на Славия (София) до инцидента през 2013 година, след което заиграва в отбора на ФК Ботев (Ихтиман).

## Инцидент
На 6 август 2013 г. около 23:50 ч. е получен сигнал на телефон 112 за нанесен побой близо до казино „Милениум“ в столичния квартал „Красно село“. Полицейски патрул отива до мястото и намира 36-годишния Петър Алексов в безпомощно състояние пребит до смърт. Пристигналият малко по-късно екип на „Бърза помощ“ само констатира смъртта, а впоследствие съдебните медици установяват, че причината за смъртта е тежка черепно-мозъчна травма, вероятно от падане върху бордюра. Тежкия удар е нанесен именно от Балджийски. На 9 август 2013 година Балджийски е обвинен в убийство. 
На 22-годишния футболист е определена най-тежката мярка за неотклонение, защото съдът отчита сериозността на престъплението, което е извършил, и решава, че има опасност да се укрие.

## Статистика по сезони
| Сезон    | Отбор           | Първенство         | Мачове | Голове |
| -------- | --------------- | ------------------ | ------ | ------ |
| 2009/ес. | Левски (Сф)     | А футболна група   | 0      | 0      |
| 2010/пр. | Локомотив (Мз)  | А футболна група   | 5      | 0      |
| 2010/11  | Несебър (Нс)    | Б футболна група   | 21     | 6      |
| 2011/12  | Черноморец (Бс) | А футболна група   | 22     | 0      |
| 2012/13  | Черноморец (Бс) | А футболна група   | 9      | 0      |
| 2013/ес. | Славия (Сф)     | А футболна група   | 3      | 0      |
| 2013/14  | Ботев (Ихт)     | Югозападна В група | 17     | 8      |
| 2014/ес. | Локомотив (Мз)  | Б футболна група   | 15     | 3      |
| 2015/пр. | Монтана         | Б футболна група   | 12     | 4      |